# Princes of the Universe
«Princes of the Universe» (укр. «Принци всесвіту») — пісня та сингл британського рок-гурту «Queen», написана Фредді Мерк'юрі. Пісню створено як саундтрек до фільму «Горець» і випущена в альбомі «A Kind of Magic» 1986 року. З точки зору музичного стилю, пісня примітна тим, що є однією з найжорсткіших композицій, які виконує гурт, з яскравим звучанням, що нагадує сучасний хард-рок і хеві-метал та вокалом Мерк'юрі, схожим на оперу. Музичне відео до пісні, в якому показали бій на мечах з Мерк'юрі, досягло певної популярності.

## Про пісню
«Princes of the Universe», написана для фільму «Горець», — єдина композиція в альбомі, де Фредді Мерк'юрі був єдиним автором. Назва пісні походить від оригінальної робочої назви фільму. Пісня грала у вступі фільму, і пізніше використовувався як головна тема для серіалу «Горець» («Highlander: The Series»). Ця пісня ніколи виходила як сингл у Великій Британії, що не завадило їй стати культовою через її стосунок до фільму. У версії пісні для фільму на початку видалено гітарне соло.
Слова пісні написані з позиції безсмертних людей, розповідають про відчуття безсмертя, вищість, яку воно дає їм відносно звичайних людей, і випробування, які вони постійно зустрічають через це. Частину слів можна інтерпретувати як висловлену від імені самих учасників «Queen»: «Люди говорять про вас, люди кажуть, що ваші дні слави промайнули / Я людина, яка піде далеко, знайде місяць та дістане зорі». Пісня «Who Wants to Live Forever», яка також звучить у фільмі, є контрастом до цієї композиції.

## Музичне відео
Музичне відео зняв режисер Рассел Малкехі 14 лютого 1986 року в студії «Elstree» в Лондоні, на сцені якої створили декорації у вигляді даху студії «Silvercup», яку показали у фільмі. У відео переважно показано членів гурту «Queen», що виконують пісню та кадри з фільму «Горець». Відео містить короткий виступ Крістофера Ламберта, що повторно виконує роль Коннора Маклауда, де він бореться на мечах з Фредді Мерк'юрі, який використовує мікрофонну підставку як меч. Браян Мей грає на гітарі Washburn RR11V замість його Red Special. Попри те, що сингл не потрапив в чарти США, музичне відео регулярно транслювалося на MTV. Перед виходом у збірках «Greatest Flix III» (VHS, 1999) та «Greatest Video Hits 2» (DVD, 2003), відео рідко показувалося за межами Північної Америки.

## Музиканти
- Фредді Мерк'юрі — головний вокал, бек-вокал, піаніно, синтезатор;
- Браян Мей — електрогітара, ритм-гітара, бек-вокал;
- Роджер Тейлор — ударні, бек-вокал;
- Джон Дікон — бас-гітара.